# Fitzroy Falls Reservoir
Das Fitzroy Falls Reservoir ist ein Stausee südwestlich von Wollongong im Südosten des australischen Bundesstaates New South Wales im Küstengebirge. Der See wird vom Yarrunga Creek gespeist und dient der Energiegewinnung für den Großraum Wollongong. 
Das Wasser aus dem Fitzroy Falls Reservoir wird über den 3300 m langen Wildes Meadow Canal zur Burrawang-Pumpstation und von dort über den 2830 m langen Burrawang Tunnel und den 1000 m langen Burrawang Canal zum Wingecarribee Reservoir geführt. Von dort gelangt es über den Wingecarribee River in die Trinkwasserversorgung von Sydney.
Die Siedlung Burrawang befindet sich ca. 4 km von der Nordspitze des Sees entfernt. Die Siedlung Fitzroy Falls liegt ca. 0,9 km südwestlich des Sees.